# مصاوغ نووي
المصاوغ النووي هو حالة شبه مستقرة أو حالة تزامر للذرة تحدث بسبب إثارة البروتون أو النيترون في النواة ولهذا فإنه يتطلب تغير في دوران قبل أن تنطلق الطاقة الزائدة. ويضمحلوا إلى حالات طاقة أقل للنيوكليد خلال نوعين من الانتقالات التزامرية:
- انبعاث جاما (γ)، انبعاث فوتون ذو طاقة عالية.
- تحول داخلي (تستخدم الطاقة في تأيين الذرة).

وهناك أيضا المتزامر الكيميائي، وهو المصطلح الأكثر استخداما. كما أن هناك أيضا النظير، حيث يكون الاختلاف في عد النيوترونات في النواة. المتزامر شبه المستقر لذرة معينة غالبا ما يشار إليه بالرمز "m" (وفي حالة وجود أكثر من واحد تصبح 2m, 3m, وهكذا). وغالبا ما يتم وضعه بعد الرمز الذري ورقم الذرة (Co-58m) كما يوضع أحيانا كرمز صغير قبل العنصر (mCo-58 or 58mCo).
معظم المتزامرات النووية تكون غير ثابتة، وتقوم بإخراج الطاقة الزائدة على هيئة إشعاع في الحال (تقريبا 10−12ثانية). وكنتيجة لذلك، لا يستخدم المصطلح للمتزامرات التي لها عمر نصف 10−9أو أكثر). ميكانيكا الكم توقعت أن بعض الأنواع الذرية سيكون لها تزامر بعمر نصف طويل وذلك بالرغم من الالتعريف السابق، وسيكون لها خواص تستدعى الدراسة.
المتزامر النووي الوحيد الثابت هو Ta-180m, والذي يتواجد طبيعيا في التنتالوم تقريبا بكمية 1 من 8300. وعمر النصف له 1015 سنة على الأقل ويمكن القول بأنه ثابت تماما. وأصل هذا المتزامر غامض، على الرغم من أنه يعتثد أن أصله يتعلق بالسوبرنوفا. عند تمددها لحالتها المستقرة، قامت بإطلاق فوتونات ذات طاقة ولها طول موجي 16 نانو متر – طول موجي للأشعة السينية. وهناك تقارير بأن Ta-180m يمكن أن يجبر على إطلاق طاقته بأشعة سينية أضعف من ذلك، ولكن لا يزال ذلك تحت البحث العلمي.
كما أن هناك متزامر نووي ثابت وهو الهافنيوم-178m (بعمر نصف يبلغ 31 سنة), والذي له أعلى طاقة إثارة من أي متزامر أخر ثابت. ويحتوى الكيلو جرام الواحد من Hf-178-2m على 900 ميجا جول من الطاقة، أو تقريبا 250 طن من TNT. كما أن «كل» الطاقة المنطلقة تكون عند 0.05 نانو متر من أشعة غاما. وكما في Ta-180m فإن هناك جدل حول أن Hf-178-2m يمكن أن يشببه في إطلاق الطاقة، ولذلك فإنه يتم دراسة هذه المادة لتصبح مصدر لأشعة غاما الليزرية. كما وضحت هذه التقارير أيضا أن الطاقة تنطلق بسرعة كبيرة، وعلى هذا فإن Hf-178-2m يمكن أن ينتج طاقة عالي للغاية (تقريبا 1018 واط). وفي عام 2005 وجدت غتجاهات لاستخدام متزامرات الهافنيوم كأداة لتخزين الطاقة إو كسلاح حربي، مع وجود سخرية من جمهور العلماء عن إمكانية تحقيق ذلك في المستقبل.

## وصلات خارجية
- مجموعة بحثية قدمت الفروض الأولية حول التحكم في إلغاء إثارة متزامرات الهافنيوم. - جامعة تكساس- دلالس- مركز الإلكترونيات الكمية.
- مقالة مطولة في الواشنطن بوست، مارس 2004.
- تقرير جيسون عن المواد النووية العالية الطاقة مذكور في مقالة «الواشنطن بوست» بالأعلى.
- مقالة في عدد مايو 1004 في «الفيزياء اليوم» تكذب إدعاءات فريق بحث تكساس.